# Toyota Corolla E20
La Corolla E20 est la deuxième génération de Corolla, qui repose sur un empattement allongé (2 334 millimètres) par rapport à la première version. La conception avant de suspension est améliorée, utilisant un swaybar, mais la suspension arrière est inchangée. 
Un Coupé était décliné en trois finitions (de Luxe, SL, SR), et le Levin en variante Sprinter. Le Sprinter Trueno était équivalent à la Corolla Levin (Toyota AE86). Le TE27 Levin est décrit en jeux vidéo Modellista automatique et Sega GT 2002.

## Déclinaisons sportives
La Corolla a obtenu deux victoires en Championnat du monde des rallyes durant les années 1970, alors que Ove Andersson était le responsable du département sportif de la marque sur le vieux continent, avec son TTE (pour Toyota Team Europe), n'étant d'ailleurs pas en reste lui-même comme pilote, plus particulièrement au rallye du Portugal avec six places consécutives dans les cinq premiers à la quarantaine sur Corolla 1.6 et Celica 2.0 GT* (2e en 1976*, 3e en 1975, 1977* et 1979*, 4e en 1974 et 1978*, puis 6e encore en 1980* à 42 ans)! Soit un total de 4 podiums pour la Corolla en WRC, avec ses propres résultats de 1974 et 1975.

### Victoires en WRC
- 1973: Rallye Press on Regardless pour Walter Boyce et Doug Woods (team Privé - 1.6L.);
- 1975: Rallye des 1000 lacs pour Hannu Mikkola et Atso Aho, sur version Levin (TTE - 1.6L.).

(nb: en 1974, Björn Waldegård finit 4e du RAC Rally, et en 1977 Markku Saaristo termine également 4e du 1000 lacs)

### Autres victoires
- 1973: Rocky Mountain Rally pour W. Boyce;
- 1975: Rallye Nordland pour O. Andersson (ADAC);
- 1977: Rallye de Hesse pour Achim Warmbold;
- 1977: Rallye hivernal de Saxe pour A. Warmbold (pilote encore vainqueur des 12 Heures de Renaix en 1976);
- 1977: Rallye Perce Neige pour W. Boyce.

### Titres
- Championnat du Canada des rallyes, avec W. Boyce.

## Images

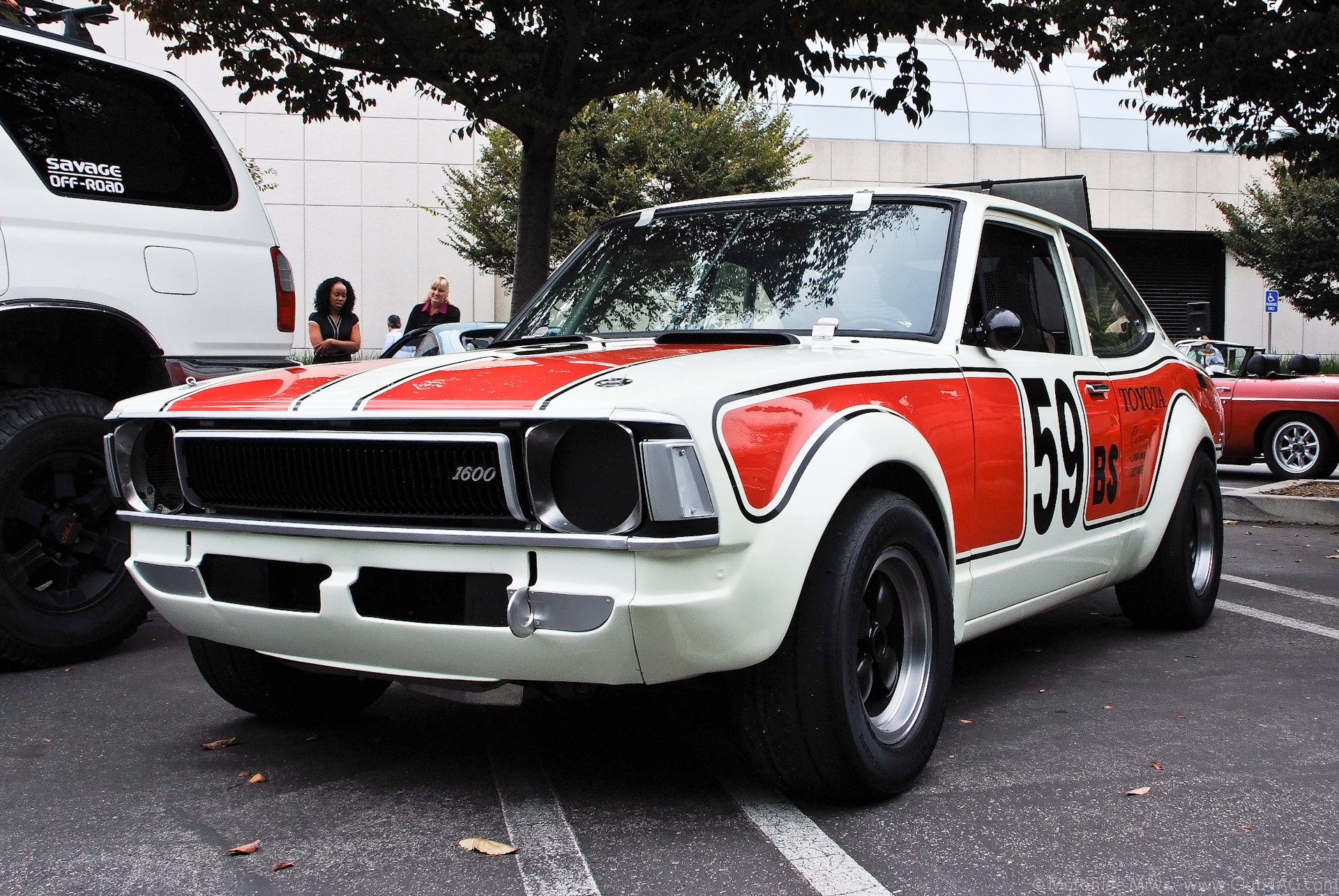
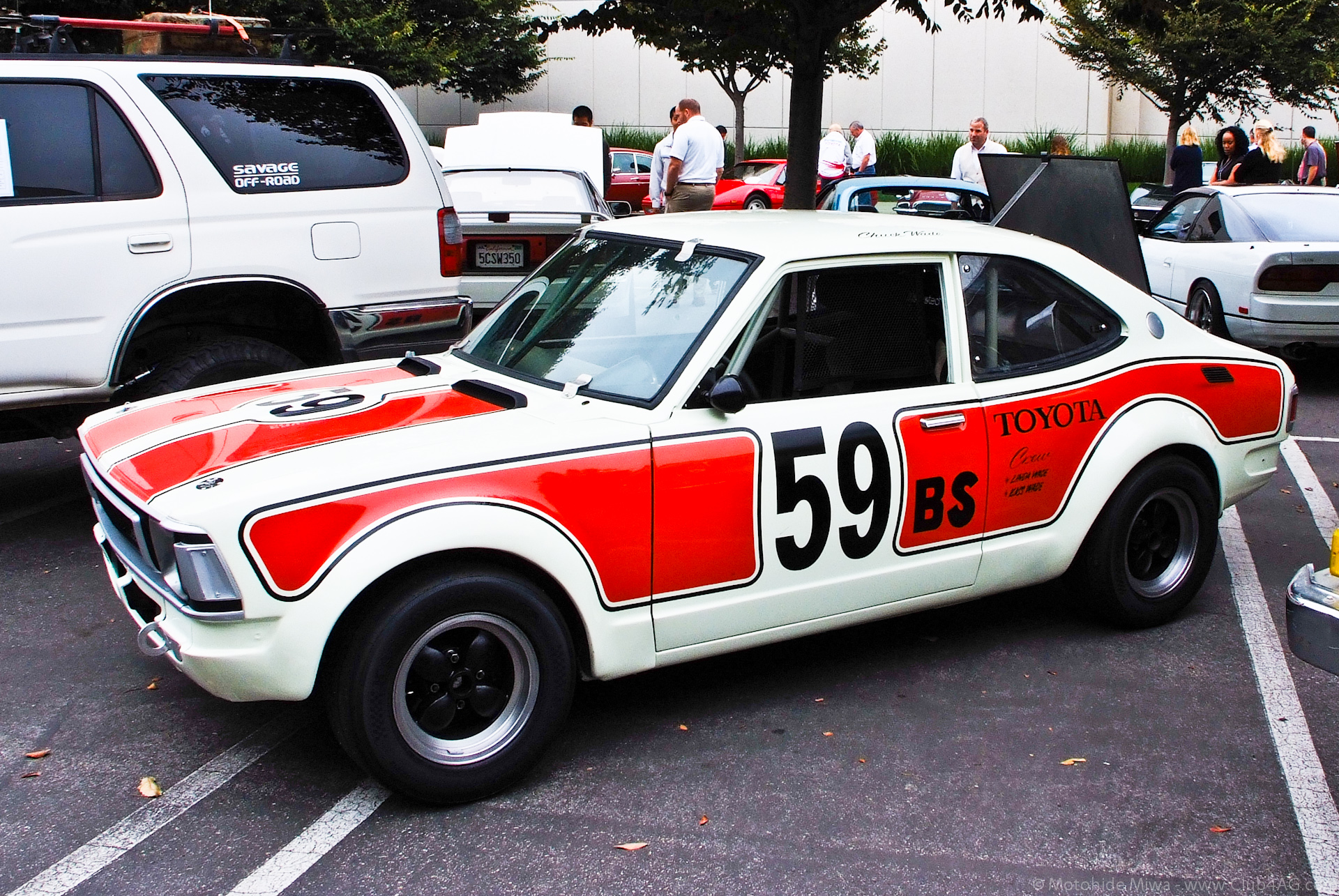

Toyota E20 (TE27) de compétition: